# Juan Andrés Naranjo Escobar
Juan Andrés Naranjo Escobar, né le 4 janvier 1952 à Ciudad Real, est un homme politique espagnol membre du Parti populaire (PP).
Il est député européen entre 1999 et 2004, puis de 2008 à 2009, et entre 2012 et 2014.

## Biographie
Il naît le 4 janvier 1952 à Ciudad Real. Il étudie la philosophie et les lettres, puis les ressources humaines à l'université pontificale de Comillas. Il accomplit ses études post-universitaires à l'université complutense de Madrid et à l'université internationale Menéndez Pelayo.
Il est élu en 1995 député à l'Assemblée de Madrid, où il ne siège qu'un an : il est nommé en 1996 directeur de cabinet du premier vice-président du gouvernement et ministre de la Présidence Francisco Álvarez-Cascos,.
Après les élections européennes du 13 juin 1999, il entre le 20 septembre au Parlement européen en remplacement de Loyola de Palacio, promue à la Commission européenne. Il y revient le 7 avril 2008, lorsqu'il succède à Ana Mato. Après la démission d'Íñigo Méndez de Vigo, il fait son troisième retour dans l'hémicycle européen le 13 janvier 2012.
À l'instar des scrutins de 2004 et 2009, il n'est pas réélu en 2014.